# High on Your Love (Sharon Doorson)
High on Your Love is de 2e single van de Nederlandse zangeres Sharon Doorson, afkomstig van haar debuutalbum Killer.

## Hitnoteringen
| Hitlijst           | Datum van binnenkomst | Hoogste positie | Aantal weken | Laatste notering |
| ------------------ | --------------------- | --------------- | ------------ | ---------------- |
| Single Top 100     | 23-02-2013            | 18              | 19           | 29-06-2013       |
| Nederlandse Top 40 | 02-03-2013            | 12              | 14           | 01-06-2013       |
| Franse Top 200     | 08-06-2013            | 144             | 4            | 29-06-2013       |

| Hitnotering: 02-03-2013 t/m 01-06-2013 | Hitnotering: 02-03-2013 t/m 01-06-2013 | Hitnotering: 02-03-2013 t/m 01-06-2013 | Hitnotering: 02-03-2013 t/m 01-06-2013 | Hitnotering: 02-03-2013 t/m 01-06-2013 | Hitnotering: 02-03-2013 t/m 01-06-2013 | Hitnotering: 02-03-2013 t/m 01-06-2013 | Hitnotering: 02-03-2013 t/m 01-06-2013 | Hitnotering: 02-03-2013 t/m 01-06-2013 | Hitnotering: 02-03-2013 t/m 01-06-2013 | Hitnotering: 02-03-2013 t/m 01-06-2013 | Hitnotering: 02-03-2013 t/m 01-06-2013 | Hitnotering: 02-03-2013 t/m 01-06-2013 | Hitnotering: 02-03-2013 t/m 01-06-2013 | Hitnotering: 02-03-2013 t/m 01-06-2013 | Hitnotering: 02-03-2013 t/m 01-06-2013 |
| Week:                                  | 1                                      | 2                                      | 3                                      | 4                                      | 5                                      | 6                                      | 7                                      | 8                                      | 9                                      | 10                                     | 11                                     | 12                                     | 13                                     | 14                                     |                                        |
| -------------------------------------- | -------------------------------------- | -------------------------------------- | -------------------------------------- | -------------------------------------- | -------------------------------------- | -------------------------------------- | -------------------------------------- | -------------------------------------- | -------------------------------------- | -------------------------------------- | -------------------------------------- | -------------------------------------- | -------------------------------------- | -------------------------------------- | -------------------------------------- |
| Positie:                               | 28                                     | 19                                     | 18                                     | 15                                     | 12                                     | 15                                     | 18                                     | 19                                     | 23                                     | 26                                     | 26                                     | 25                                     | 30                                     | 39                                     | uit                                    |

| Hitnotering: 23-02-2013 t/m 29-06-2013 | Hitnotering: 23-02-2013 t/m 29-06-2013 | Hitnotering: 23-02-2013 t/m 29-06-2013 | Hitnotering: 23-02-2013 t/m 29-06-2013 | Hitnotering: 23-02-2013 t/m 29-06-2013 | Hitnotering: 23-02-2013 t/m 29-06-2013 | Hitnotering: 23-02-2013 t/m 29-06-2013 | Hitnotering: 23-02-2013 t/m 29-06-2013 | Hitnotering: 23-02-2013 t/m 29-06-2013 | Hitnotering: 23-02-2013 t/m 29-06-2013 | Hitnotering: 23-02-2013 t/m 29-06-2013 | Hitnotering: 23-02-2013 t/m 29-06-2013 | Hitnotering: 23-02-2013 t/m 29-06-2013 | Hitnotering: 23-02-2013 t/m 29-06-2013 | Hitnotering: 23-02-2013 t/m 29-06-2013 | Hitnotering: 23-02-2013 t/m 29-06-2013 | Hitnotering: 23-02-2013 t/m 29-06-2013 | Hitnotering: 23-02-2013 t/m 29-06-2013 | Hitnotering: 23-02-2013 t/m 29-06-2013 | Hitnotering: 23-02-2013 t/m 29-06-2013 | Hitnotering: 23-02-2013 t/m 29-06-2013 |
| Week:                                  | 1                                      | 2                                      | 3                                      | 4                                      | 5                                      | 6                                      | 7                                      | 8                                      | 9                                      | 10                                     | 11                                     | 12                                     | 13                                     | 14                                     | 15                                     | 16                                     | 17                                     | 18                                     | 19                                     |                                        |
| -------------------------------------- | -------------------------------------- | -------------------------------------- | -------------------------------------- | -------------------------------------- | -------------------------------------- | -------------------------------------- | -------------------------------------- | -------------------------------------- | -------------------------------------- | -------------------------------------- | -------------------------------------- | -------------------------------------- | -------------------------------------- | -------------------------------------- | -------------------------------------- | -------------------------------------- | -------------------------------------- | -------------------------------------- | -------------------------------------- | -------------------------------------- |
| Positie:                               | 22                                     | 23                                     | 21                                     | 20                                     | 18                                     | 26                                     | 30                                     | 28                                     | 40                                     | 41                                     | 42                                     | 52                                     | 58                                     | 63                                     | 64                                     | 78                                     | 70                                     | 86                                     | 75                                     | uit                                    |